# أسامة الزيني
أسامة عبد المنعم عبد الحميد معتوق ويشتهر أسامة الزيني (مواليد 6 يونيو 1971) هو شاعر وروائي ومؤلف مسرحي مصري.

## تعليمه
تخرج الزيني في كلية دار العلوم بجامعة القاهرة عام 1993.

## حياته العملية
عمل مذيعًا بشبكة الإذاعات الإقليمية حتى عام 2004 حين انتقل للعمل صحافيًا في جريدة الجزيرة السعودية 2004. والزيني هو عضو مؤسس في فريق التحرير المركزي بصحيفة صحف الإلكترونية الصادرة عن مؤسسة الجزيرة للصحافة والطباعة والنشر بالسعودية.
عمل كذلك مذيعًا ومقدم برامج بشبكة الإذاعات الإقليمية «إذاعة شمال الصعيد»، ومدير تحرير عدة وكالات للدعاية والإعلان، وعمل أيضًا محررًا بمكتبة الملك عبد العزيز العامة بالرياض.

## مؤلفاته
- «البدو»، 1998
- «أنا وعائشة»، 2011[3]
- «أهازيج البنغال»، 2013[4]
- «أرض الطوطم»، 2014[5]
- «ضريح الكمانات»، 2016[6]
- «مقتل العراقي»، 2018[7]
- «العرض الأخير»، 2019[8]
- «حارس الأحذية»، 2021[9]

## جوائز
- جائزة دار سعاد الصباح في الشعر، الكويت، 1998، عن ديوان «طبل الريح»[10]
- جائزة المبدعون، دار الصدى الإماراتية، 2004، عن رواية «شتاء جنوبي»[10]
- جائزة تراث الإماراتية في الشعر (ثلاث دورات متعاقبة)[10]
- جائزة نادي أبها الأدبي في الشعر، 2004
- جائزة نادي الطائف الأدبي في الشعر، 2005
- جائزة الألوكة «انصر نبيك وكن داعيًا» في القصة القصيرة، 2007
- جائزة الإبداع العربي للشباب، دائرة الثقافة والإعلام بحكومة الشارقة، 2011، عن رواية «أنا وعائشة»[11][12]
- الجائزة الثانية في جائزة ساويرس الثقافية، 2016، عن النص المسرحي «العرض الأخير»[13]